# Heo Chan-mi
Heo Chan-mi  (Namyangju; 6 de abril de 1992), también conocida como Chanmi, es un cantante surcoreana. Es conocida por ser una de las concursantes de Produce 101, exmiembro del grupo F-ve Dolls y del grupo mixto Coed School.

## Carrera

### Inicio de su carrera y Aprendiz de SM (2004-2009)
Comenzó su carrera en 2004 al firmar con S.M. Entertainment como una aprendiz. Entrenó por un largo tiempo, pero finalmente no pudo ser parte de Girls' Generation debido a que era la más joven y sólo estaba en séptimo grado.

### Coed School (2010-2012)
Firmó con la agencia Core Contents Media, donde fue la voz principal del grupo Coed School junto a Lee Soomi, Taewoon, Sungmin, Jungwoo, Hyoyoung, Hyewon, Kwanghaeng, Kangho, y Noori. Lanzaron las canciones "Too Late" y "Bbiribbom Bberibbom".

### F-ve Dolls (2011-2012)
A mediados de 2011 Coed School se dividió y se convirtió en subunidades. Chanmi fue colocada en F-ve Dolls junto a las otras tres chicas y una nueva integrante. Fue la protagonista del vídeo musical de Lip Stains and Your Words que también contó con Lee Soomi y Jay Park. En 2013 Coed ya no estaba activo y Chanmi se mantuvo en F-ve Dolls, hasta el 2012, dejó el grupo para convertirse en solista. Se retiró de Core Contents Media junto con Soomi el mismo año.

### Produce 101 (2015)
Participó en Produce 101 como concursante. Ella fue colocada en la categoría "a" e interpretó un cover de la canción "Don't Stop the Music" de Rihanna. En el décimo episodio fue eliminada, quedando en el puesto 26. Formó parte del subgrupo "7 go up" junto a Jung Chae-yeon Kim Da-ni, Park So-yeon, Choi Yoo jung, Park Si-yeon, y Jeon  So-mi para crear la canción "Yum Yum (얌얌)".
| Ranking | Votación | Episodio   | Ref   |
| ------- | -------- | ---------- | ----- |
| 7       | En línea | Episodio 2 | [ 7 ] |
| 9       | En línea | Episodio 3 | [ 8 ] |

## Discografía

### Artista
| Año  | Canción | Álbum               | Notas                                                                                 |
| ---- | ------- | ------------------- | ------------------------------------------------------------------------------------- |
| 2016 | Yum Yum | 35 Girls 5 Concepts | Con Jung Chae-yeon, Kim Da-ni, Park So-yeon, Choi Yoo jung, Park Si-yeon y Jeon So-mi |

## Filmografía

### Programas de televisión
| Año  | Título      | Notas        | Red  |
| ---- | ----------- | ------------ | ---- |
| 2011 | M Countdown | Anfitriona   | Mnet |
| 2016 | Produce 101 | Participante | Mnet |
| 2017 | Mix Nine    | Participante | JTBC |